# Àliga de Barcelona

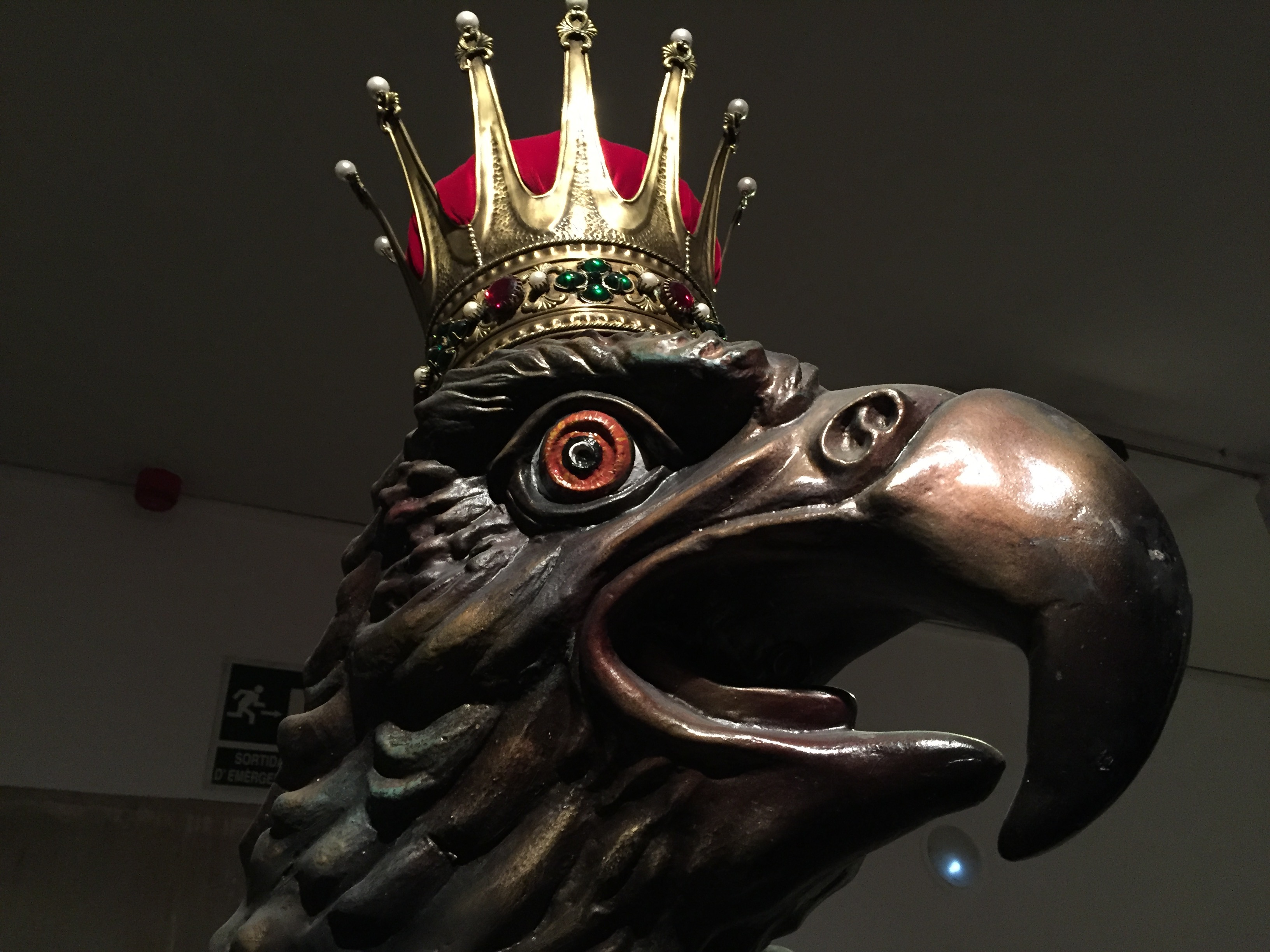
Primer pla

L'Àliga de la Ciutat de Barcelona és un element del bestiari popular català de la ciutat de Barcelona, al Barcelonès, on forma part del Seguici Popular de la Ciutat de Barcelona junt a altres elements com la Mulassa, el Lleó, el Drac o la Víbria. És junt amb els Gegants de Barcelona Ciutat el màxim representant protocol·lari de la ciutat de Barcelona. Quan no surt, es pot visitar al Palau de la Virreina, on és exposada permanentment.
Alguns pensen que l'àliga simbolitza l'evangelista sant Joan, que d'ençà de l'edat mitjana s'ha representat iconogràficament amb aquest ocell.

## Història
L'Àliga de Barcelona està documentada des del segle xiv, la primera referència que hi ha és del 1399 com a símbol municipal i va viure la seva època més esplendorosa al segle xvi i al segle xvii, quan era responsabilitat del Consell Municipal i, per aquest motiu, s'havia de presentar a qualsevol cerimònia, festa oficial o acte on assistís qualsevol del membre del Consell en representació de la ciutat. També tenia el privilegi de poder ballar dins d'esglésies i a la processó de Corpus tenia el dret de desfilar just davant de la Custòdia. Quan aquestes processons van agafar tanta importància a causa, principalment, del Concili de Trento, per a difondre i propagar l'Eucaristia, a la ciutat de Barcelona també ho va fer la seva Àliga. Durant els segles XVI i XVII la responsabilitat de l’entremès estava en mans del Consell Municipal i va assolir el seu major apogeu, que és també quan es va compondre, aproximadament, la seva tonada original per fer-la ballar.
La figura va tenir gran popularitat durant els primers segles d'activitat fins al XVIII. A partir de llavors, amb el Decret de Nova Planta (1716) i les prohibicions de 1771 minvaren els seus privilegis i simbolismes fins a arribar a la seva darrera referència l'any 1807 per les festes de canonització de Sant Josep Oriol.
L'agost de 1989, l'Àliga de Barcelona és recuperada com a element del Projecte de Recuperació de la Imatgeria Festiva de la Ciutat Vella sota responsabilitat de l'Associació de Festes de la Plaça Nova; aquesta va ser feta per Manel Caserras i Boix. Es va presentar aquell mateix any a l'agost, per les festes de Sant Roc de la Plaça Nova. Aquesta àliga és va descoronar a causa de la creació de la nova i es va convertir en l'Arpella, la bèstia de foc del Barri Gòtic.
L'Àliga que balla actualment, la va construir l'artista imatger Xavier Jansana i Font el 1999.

## La música que acompanya l'Àliga

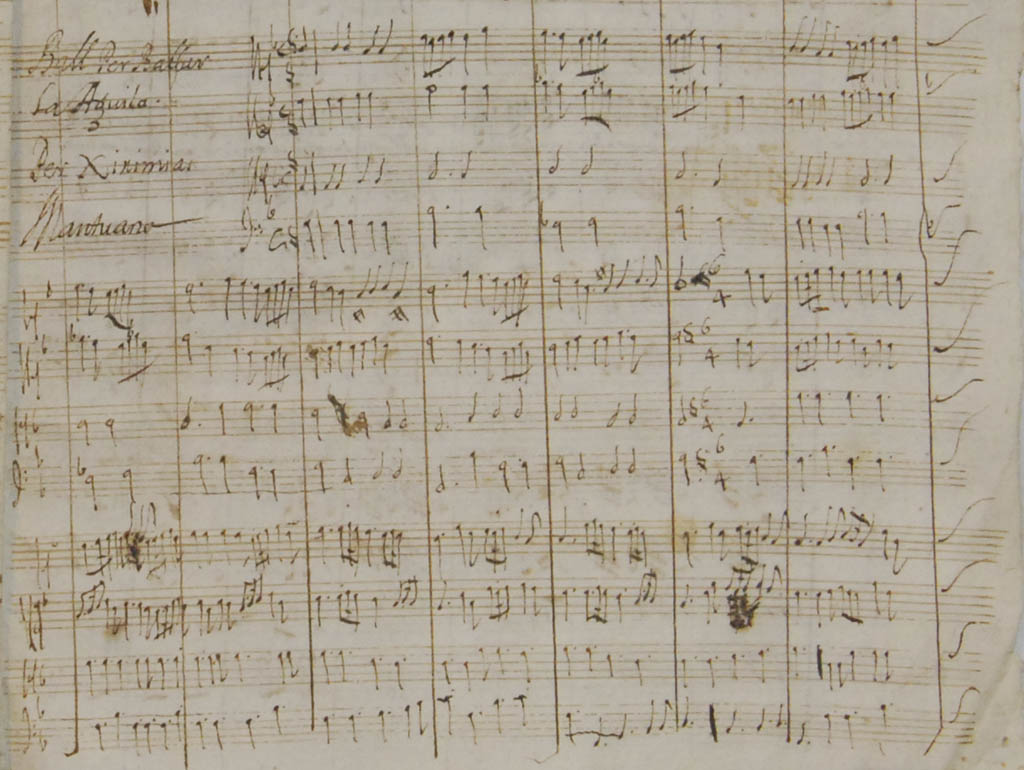
Partitura del Ball per ballar l'Àguila conservat a l'Arxiu de Santa Maria del Pi

El Ball de l'Àliga, Ball per a ballar la aliga per xirimies» o «Ball per a ballar l'Àliga de Barcelona» és una composició en forma de dansa, que el document anomena "mantuano" fent referència a una melodia de baix molt popular des del renaixement i utilitzada en aquesta composició. És una partitura de dos seccions: una lenta de ritme binari simple (4x4) i una altra ràpida de ritme complex binari amb sensació ternària (6x4), a quatre veus i pensada per ser interpretada amb instruments de vent o fusta xeremia, continguda en un manuscrit de l'any 1756 que es conserva a l'Arxiu de la Basílica de Santa Maria del Pi de Barcelona (APSMP). En el manuscrit la trobem exposada com a música «Per Xirimias». Això no vol dir, però, que només hagués de ser tocada per xeremies com a tal, ja que la música de xeremies podia incloure sacabutxos o baixons. Malgrat la datació del document sembla que la música del Ball de l'Àliga podria ser molt més antiga. Aquesta composició musical té grans semblances amb el ball de l'àliga de la Patum de Berga.
El musicòleg Josep M. Vilar va descobrir la melodia del Ball per Ballar la Aguila l’any 1992, però dos anys abans, a causa d’aquesta desconeixença, els grallers La Pessigolla van fer una adaptació d’una dansa occitana per poder fer ballar la figura. Ara bé, a partir de la transcripció del manuscrit trobat va començar tot un procés de transformacions i d’adaptacions de la peça, lligades a la història de la recuperació de l’Àliga. 
El mateix 1992, coincidint amb la celebració dels Jocs Olímpics i els Paralímpics, l'Àliga de Barcelona va participar en l’Esclat de Festa (la cerimònia inaugural) dels Paralímpics juntament amb molts més elements, però sent ella la protagonista (val a dir que en aquest moment va començar a tenir un paper institucional). En aquesta ocasió va comptar amb una obra de Carles Santos composta especialment per l’ocasió, basada i tenint en compte la idea de la melodia del manuscrit.
La primera vegada que es va fer un arranjament i versió de la transcripció del manuscrit va ser en mans dels Ministrils del Raval de Terrassa al seu disc Filomena, publicat l’any 1993. Aquesta versió es va estar utilitzant en els moments que l’Àliga havia de ballar per la ciutat, acompanyada de la mateixa formació dels Ministrils del Raval. Però els grallers La Pessigolla, músics amb molta relació amb l’Àliga, van fer també una adaptació per poder acompanyar ells la figura. Ara mateix la figura és acompanyada pels Ministrers De La Ciutat ens els actes del Seguici, però no en el Toc d’Inici.
Més endavant, quan es va començar a engegar el projecte del Toc d’Inici de les Festes de la Mercè, amb en Xavier Cordomí, el Jordi Fàbregas i en Francesc Fabregat al capdavant, s’estava conreant a la vegada la construcció del Seguici Popular de la Ciutat de Barcelona (tota la construcció de la imatgeria festiva) i de tot un model de festes, així que de tota la part musical de l’espectacle se’n va encarregar en Jordi Fàbregas. Ell va repartir les tasques de composició i d’adaptació de les peces del Seguici per a una formació de Ministrils, els Ministrils del Camí Ral. El tema de l’Àliga el va adaptar Isidre Pelàez l’any 1993 i és el que toquen avui en dia els mateixos Ministrils pel Toc d’Inici de les Festes de la Mercè.
Posteriorment s’han fet diferents versions per a diverses formacions. Per exemple, tenim la versió per a cobla de sardanes feta per Jordi León o la de la Banda Municipal de Barcelona, compostes per altres contextos i moments on pot ballar l’Àliga actualment en les festes. És a dir, a partir d’unes pautes marcades sobretot pels balladors, s’han anat creant adaptacions i versions entorn a la transcripció de la melodia trobada en el manuscrit.

## La dansa de l'Àliga de Barcelona
En el primer manuscrit en el que trobem escrit el Ball de l’Àliga, el trobem anomenat com a Mantuano. Segons Vilar i Torrens, en el seu escrit, on es troba explicat el Ball de l’Àliga de Barcelona, no s’han trobat altres obres amb la mateixa denominació que aquesta dansa.
El que sí assegura és que parlem d’una estructura molt comuna en les danses renaixentistes: una part de tempo lent i binària i una d’un tempo més alt i ternària, sense cap relació temàtica entre les dues. Aquest contrast era degut, segurament, a la majestuositat de l’Àliga i la necessitat de fer una dansa solemne i elegant, però també acompanyada d’un fragment més alegre i ràpid, el qual anava seguit, un altre cop, del primer fragment més lent, ja que hi ha un Da Capo escrit a la partitura. Aquesta majestuositat s’explica per la seva funció a les processons de Corpus i altres actuacions destacades a la ciutat.
La coreografia que trobem actualment per a l’Àliga va ser dissenyada per Montserrat Garrich i Ribera l’any 1993. Avui en dia segueix sent, igual que fa molts segles, un dels balls més cerimonials i esperats de la ciutat. Fent-la ballar, principalment, per la processó de Corpus Christi de la catedral i per les dues festes més importants de la ciutat, per Santa Eulàlia i per la Mercè.